# 克洛艾·多尔顿
克洛艾·多尔顿（英語：Chloe Dalton，1993年7月11日—），澳大利亚女子橄榄球运动员。她曾代表澳大利亚七人制国家队参加2016年夏季奥林匹克运动会七人制橄榄球比赛，获得一枚金牌。